# Північна Австралія
Північна Австралія (англ. North Australia) — колишня колонія та колишня територія в Австралії. Також пропонується як штат, що замінить поточну Північну територію.

## Колонія (1846—1847)
Колонія Північна Австралія існувала недовго після дозволення її створення патентною грамотою 17 лютого 1846 року. Колонія складалася з усієї землі нинішньої Північної Території та частини нинішнього Квінсленду, що лежить північ від 26-ї паралелі південної широти. ЇЇ столицею був Порт Куртіс (нині Гладстон. Колонія була проголошена на церемонії Пункту Поселення 30 січня 1847 року. Створення нової колонії та її статус як колонії привернули багато критики у Законодавчій Раді Нового Південного Уельсу. Створення колонії було скасовано в грудні того ж року після зміни уряду в Британії, але новини про це прибули до Сіднея лише 15 квітня 1847 року. Колонія була призначена як нова виправна колонія після закінчення перевезення в'язнів у старіших австралійських колоніях. 

## Територія (1927—1931)
Північна Австралія була недовговічною територією Австралії. Джордж Пірс, Міністр внутрішніх справ Австралії федерального уряду у 1920-х рр., вважав, що Північна територія була занадто великою для того, щоб нею можна було керувати належним чином. Тому 1 лютого 1927 року, згідно з North Australia Act 1926, Північна Територія була розділена на дві, Північну Австралію та Центральну Австралію. Однак, 12 червня 1931 року вони були об'єднані у Північну територію.

## Пропозиції щодо створення штату
Північна Австралія також пропонується як назва Північної Території у разі визнання її штатом Австралії у майбутньому.